# L'ultima resistenza
L'ultima resistenza (The Last Posse) è un film del 1953 diretto da Alfred L. Werker.
È un western statunitense con Broderick Crawford, John Derek e Charles Bickford.

## Produzione
Il film, diretto da Alfred L. Werker su una sceneggiatura di Seymour Bennett, Connie Lee Bennett e Kenneth Gamet e un soggetto degli stessi Bennett (marito e moglie), fu prodotto da Harry Joe Brown per la Columbia Pictures e girato in California nell'ottobre del 1952. Il titolo di lavorazione fu Posse.

## Distribuzione
Il film fu distribuito con il titolo The Last Posse negli Stati Uniti dal 4 luglio 1953 al cinema dalla Columbia Pictures.
Altre distribuzioni:
- in Svezia l'8 febbraio 1954 (Sex män kom tillbaka)
- in Finlandia il 19 marzo 1954 (Viimeinen partio)
- in Germania Ovest il 4 novembre 1978 (in TV) (Der letzte Suchtrupp)
- in Italia (L'ultima resistenza)
- in Belgio (La dernière chevauchée)
- in Belgio (Zijn laatste rit)
- in Brasile (Os Turbulentos)
- in Grecia (To teleftaio apospasma)
- in Italia (L'ultima resistenza)